# Oust-Sobolevka
Oust-Sobolevka (en russe : У́сть-Со́болевка, litt. « à l'embouchure de la Sobolevka »), anciennement Takhobé, est un village du kraï du Primorié en Russie. Le village, dont la population s'élevait à 199 habitants en 2020, a été fondé en 1907, et se situe dans le raïon de Terneï, dans le nord du territoire.

## Géographie

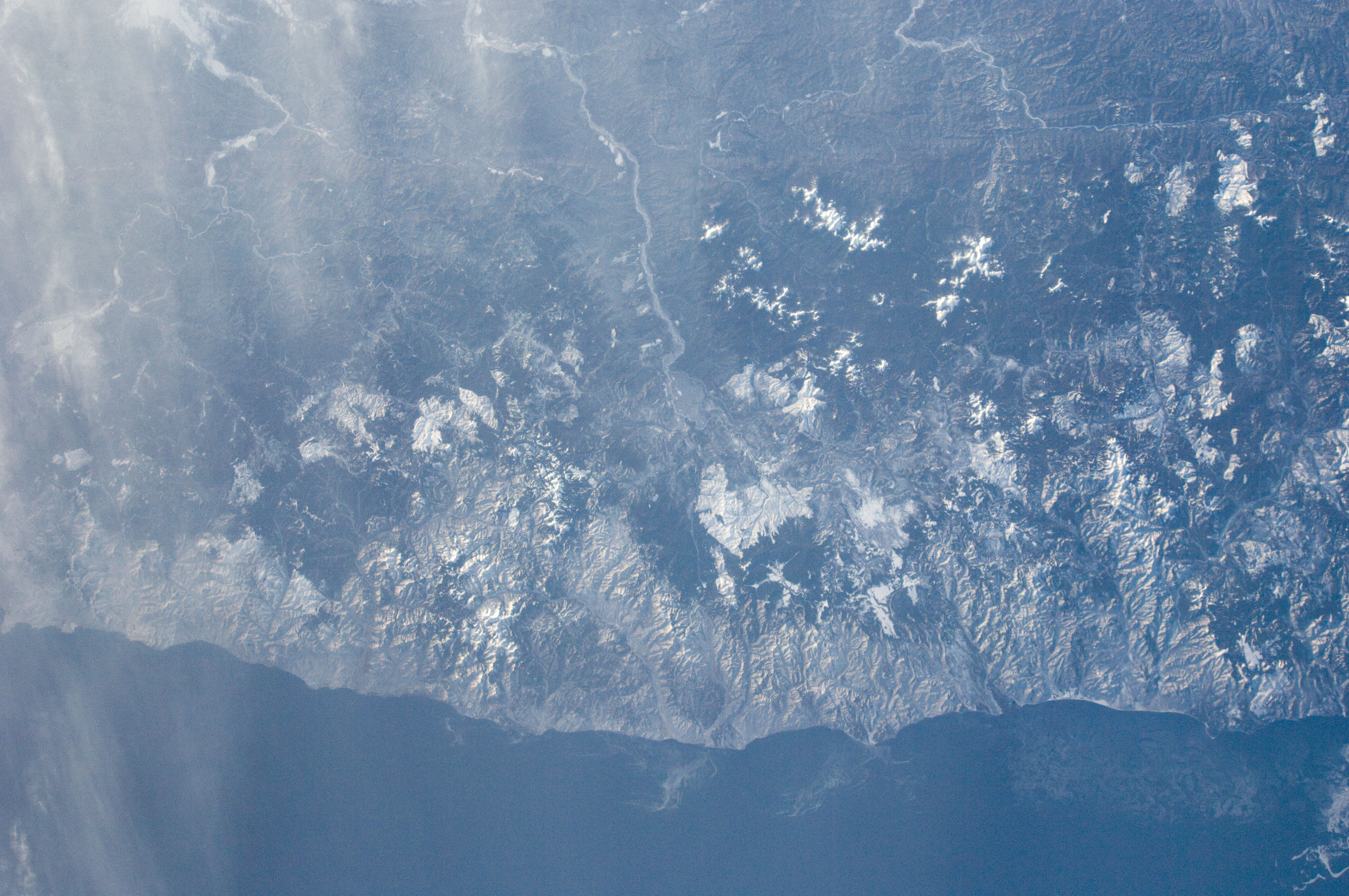
Littoral vu de l'ISS.

Le village d'Oust-Sobolevka est situé dans le kraï du Primorié, un sujet de l'Extrême-Orient russe. Il se trouve dans le district fédéral Extrême-Oriental, à 588 km de Vladivostok, la capitale du kraï et du district, ainsi qu'à 6 478 km de Moscou.
Oust-Sobolevka est l'une des onze localités du raïon de Terneï, le raïon le plus au nord du kraï. Son centre administratif est la commune urbaine de Terneï, à 165 km au sud-ouest. Le village le plus proche est Maksmimovka, à 12 km au sud-ouest.
Le village est situé dans le nord-est du kraï, dans une vallée tout près du littoral de la mer du Japon. La vallée est celle de la Sobolevka (jusqu'en 1972 - Takhobé), fleuve côtier de moins de cent kilomètres. À l'ouest, le village est bordé par les monts de la cordillère du Sikhote-Aline.
Le village se situe sur la rive gauche, avec au nord-est une montagne ainsi qu'au sud-est. Le littoral est à l'endroit du village une baie, la baie de Kkhoustine (en russe : бухтa Кхуцин), qui s'étend jusqu'à Maksimovka. La rivière a son embouchure au sud du village. Le littoral au niveau du village est une plage. De son climat, le village est assimilé tout comme le raïon à la région du Nord.

## Histoire
Des objets archéologiques et des restes de fanzas ont été trouvés dans la zone du village.
La zone entre Maksimovka et Oust-Sobolevka est visitée par une expédition topographique de la goélette Vostok (ru) le 5 juillet 1874 (17 juillet dans le calendrier grégorien).
En 1903, des vieux-croyants vivant dans la vallée de l'Oussouri, de l'autre côté du Sikhote-Aline, décidèrent de partir vers le Japon. Lorsqu'ils revirent de leur périple, leur navire subit une forte tempête, et il s'échoua dans la baie de Kkhoustine. Les passagers trouvèrent l'endroit beau, et se mirent d'accord avec les autorités provinciales, situées à Sainte-Olga.
L'accord fut conclu, et le village fut fondé en 1907 (ou 1908). Il se nommait Takhobé, du nom de la rivière, nom probablement chinois ou mandchou. Des vieux-croyants y vivaient, ainsi que des Chinois et des natifs (Oudihés, Goldes). Les premières familles russes étaient les Bykovs, Zyryanovs, Zaikovs, Karavaevs, Gostyukhins, Sannikovs, Laptevs, Kopylovs, Sobolevs et Stolbikovs. Les premiers colons se livraient à la chasse et la pêche, ainsi qu'à l'agriculture, principalement de la pomme de terre.
En 1930, alors que le pays vivait la collectivisation, une ferme collective de pêche « Novy Pout »  fut créée. Sur le rivage se trouvait une tonnellerie, où l'on fabriquait des tonneaux pour saler le poisson, et il y avait aussi dans le village un atelier de fabrication de brique, de la sylviculture avec une scierie.
Le premier président du conseil du village s'appelait Blinov. En 1932, une école fut ouverte, puis avant la guerre un club. La politique anti-religieuse de l'Union soviétique eut aussi lieu dans le village, avec des hommes réprimés voire envoyés au goulag.
Pendant la Seconde Guerre mondiale, 23 personnes ne revinrent pas du front.
Lors du renommage des lieux géographiques en Extrême-Orient en 1972, suivant la rupture sino-soviétique, le nom de la rivière et du village furent changés pour avoir un nom russe. La rivière fut renommée Sobolevka, et le village Oust-Sobolevka, soit littéralement « à l'embouchure de la Sobolevka ». Le nom vient d'une des premières familles, les Sobolevs.
De 2004 à 2020, le village formait une municipalité, la municipalité d'Oust-Sobolevka (ru),.

## Démographie
Recensements (*) et estimations de la population,,:
| 2002* | 2010* | 2012 | 2013 |
| ----- | ----- | ---- | ---- |
| 294   | 238   | 226  | 227  |

| 2014 | 2015 | 2016 | 2017 |
| ---- | ---- | ---- | ---- |
| 229  | 227  | 226  | 222  |

| 2018 | 2019 | 2020 | - |
| ---- | ---- | ---- | - |
| 215  | 213  | 199  | - |

En 2002, sur les 294 habitants, il y avait 97 % de Russes.

## Culture et transports
En termes de transport, le village est la fin d'une piste, la 05K-460, qui va au sud vers Maksimovka. De ce village, une piste va vers Amgou et Terneï.
Il y a une école dans le village.